# Kostel svatého Václava (Lomnice nad Lužnicí)

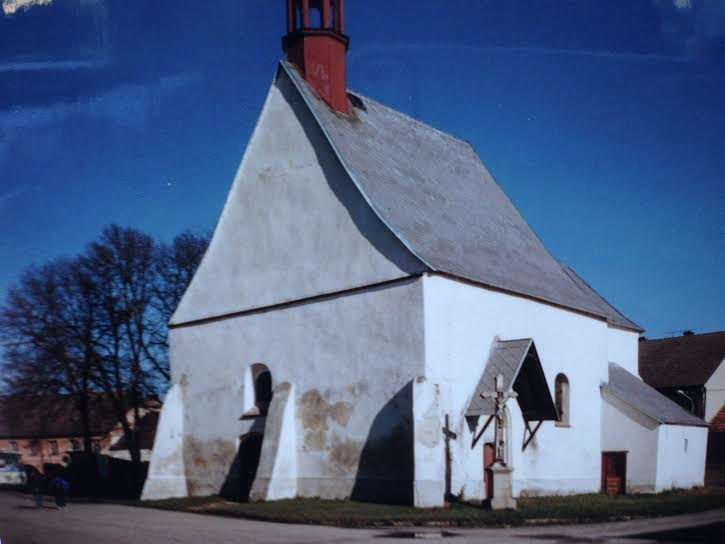
Kostel sv. Václava

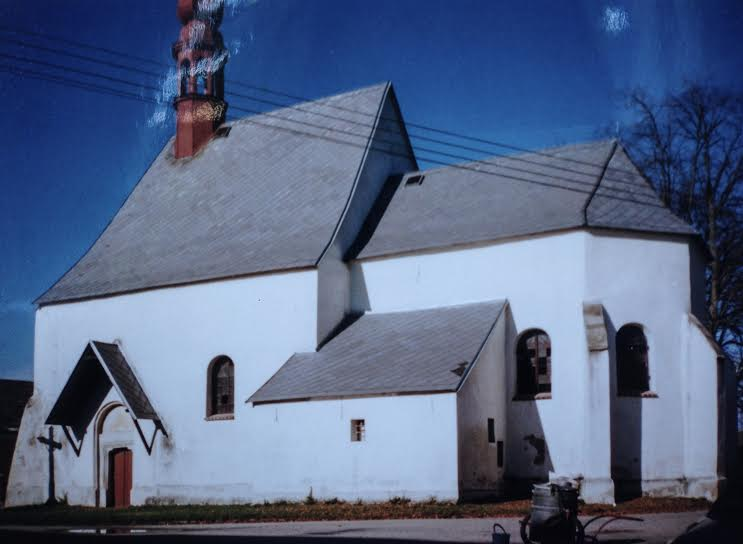
Kostel sv. Václava

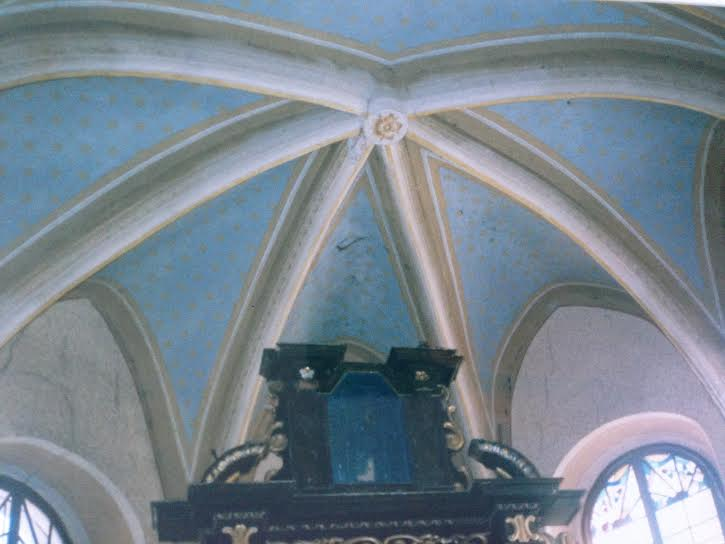
Interiér

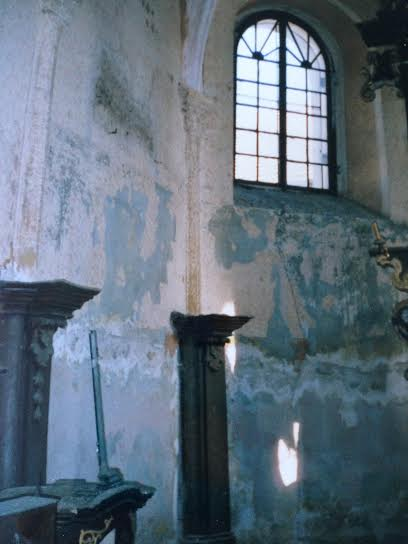
Interiér

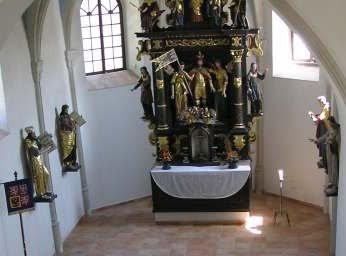
Interiér

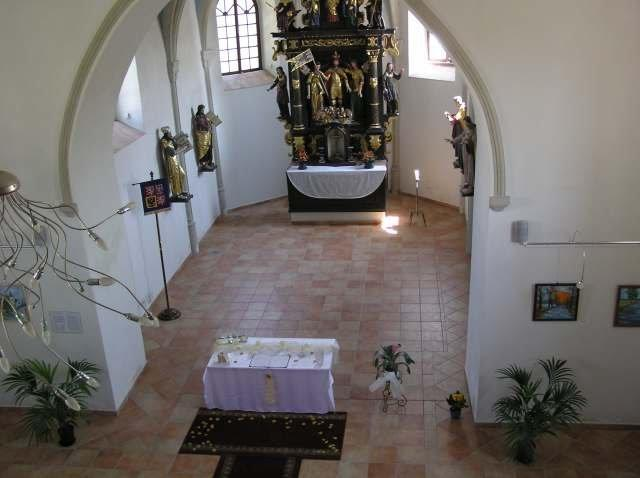
Interiér

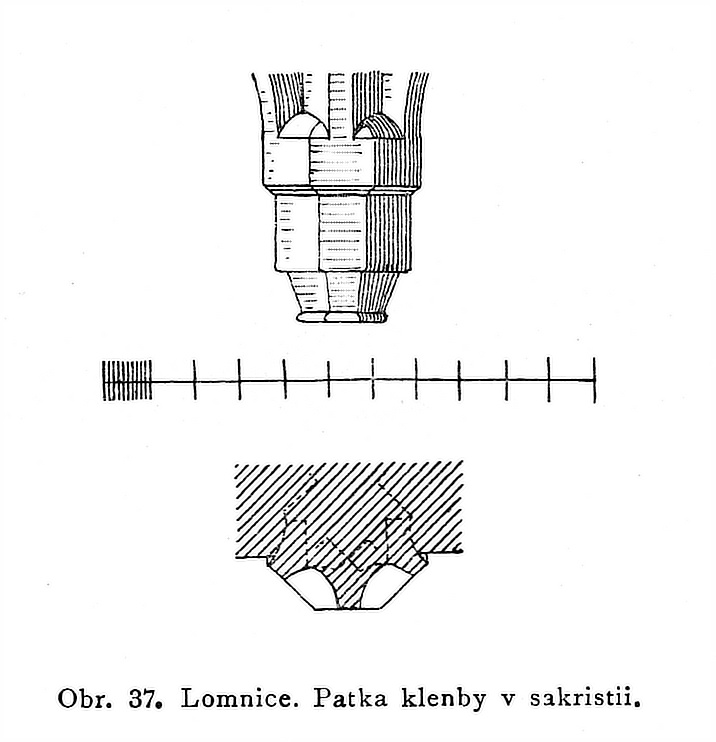
Patka klenby v sakristii

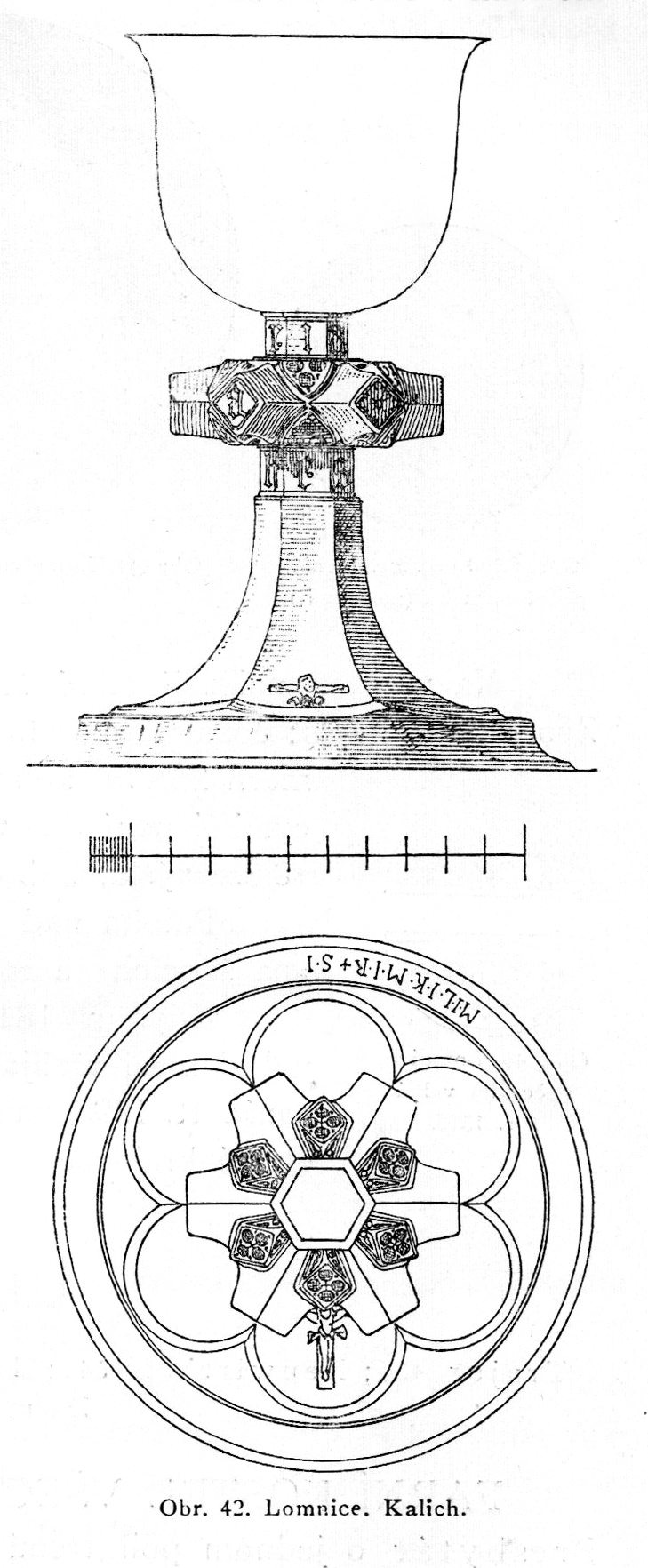
Kalich

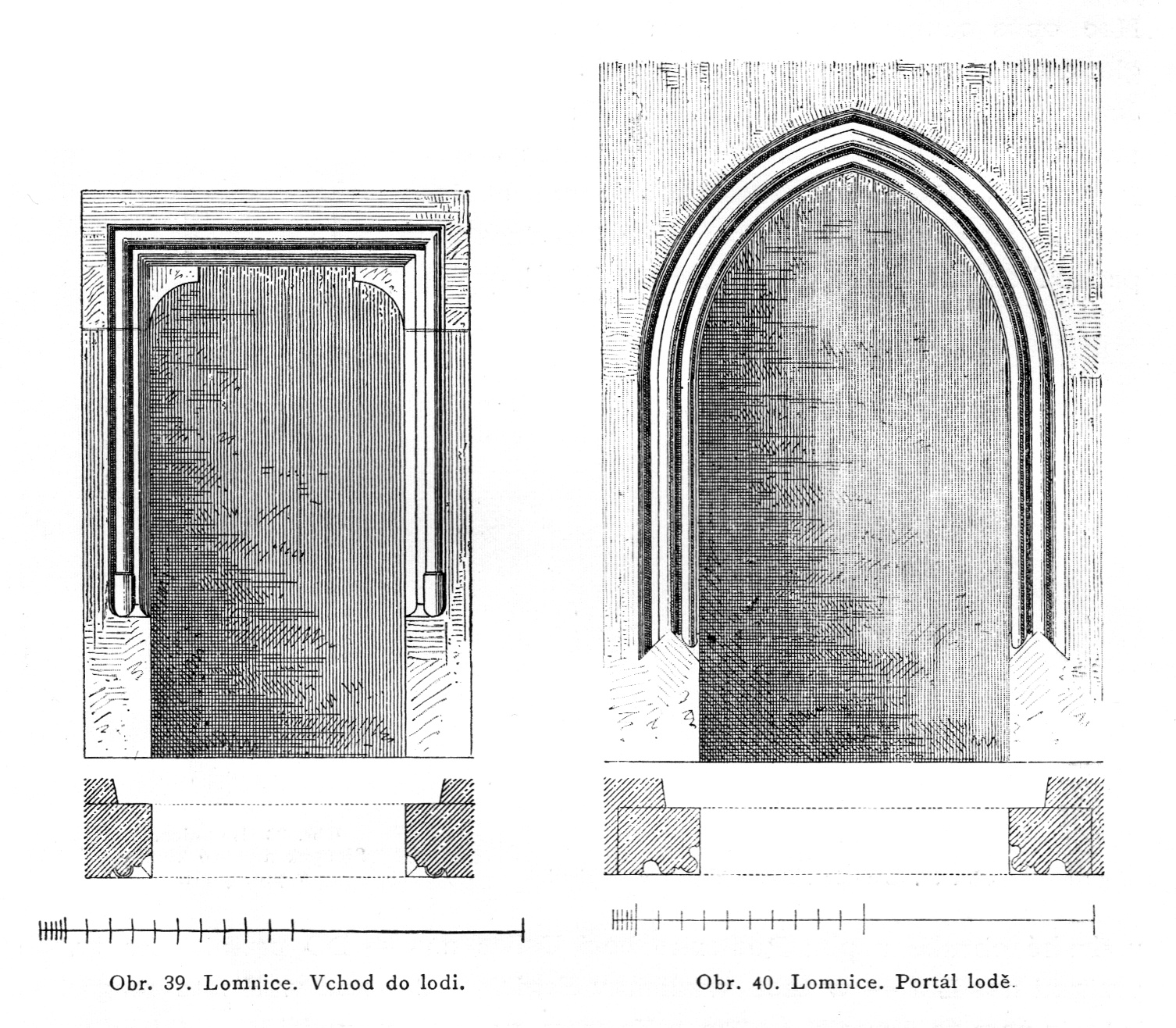
Vchod do lodi, portál lodě

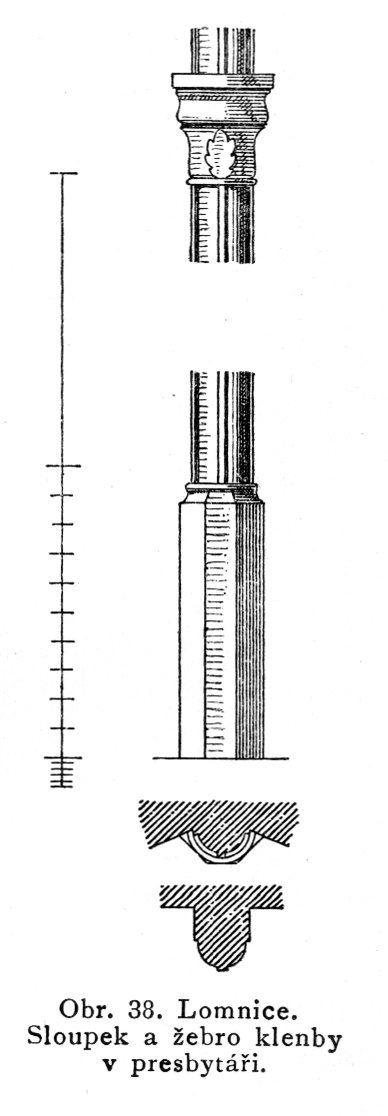
Sloupek a žebro klenby

Římskokatolický kostel svatého Václava v Lomnici nad Lužnicí v okrese Jindřichův Hradec byl založen kancléřem českého království Vilémem mladší z Landštejna v roce 1359. Původně se jednalo o gotickou hradní kapli Božího Těla a sv. Petra a Pavla.

## Historie

### 13. a 14. století
Ves Lomnice nad Lužnicí založili Vítkovci přibližně v první polovině 13. století. Ve stejné době byl založen zdejší hrad nazývaný "blatný", což bylo odvozeno od jeho lokalizace uprostřed mokřadů. Je doložen již v roce 1265 v predikátu Oldřicha z Lomnice. Během následujících 100 let se jeho vlastnictví převádělo mezi příslušníky rodu Vítkovců.
V roce 1356 získal Lomnici probošt a nejvyšší kancléř Českého království Vilém mladší z Landštejna, který roku 1359 pro spásu své duše založil a též bohatě obdaroval v hradním areálu kapli Božího těla a sv. Petra a Pavla. Ve fundační listině uvedl, že se ve svém hradu v Lomnici rozhodl založit novou kapli. Tato kaple pak v následujících desetiletích sloužila k bohoslužbám na hradě.
Od roku 1381 držel Lomnici král Václav IV. Mezi lety 1368 a 1413 se tu vystřídalo šest kaplanů. Ve 14. století zasáhly Lomnici dva požáry, ale žádný z nich se nejspíše nedotkl hradního kostelíku, či spíše kaple. Podlehl jim ale farní kostel, který se nachází na protilehlé, severozápadní straně města.

### 15. století
V roce 1420 královská posádka hrad předala Janu Žižkovi, a tak si zajistila volný odchod. Vojevůdce jej obydlel posádkou Jana Roháče z Dubé. Hrad měl velmi dobrou a pro tábority velice výhodnou polohu – byl obklopen bažinami, a tím pádem byl nedobytný a taktéž kvůli vlhkému okolí požáry nezničitelný.
Hradní kostelík byl zpustošen během prvního obléhání. Při druhém obléhání v roce 1435, které trvalo půl roku, předal táborský hejtman a kněz Bedřich hrad na základě smlouvy Oldřichovi z Rožmberka. Ten nechal tvrz považovanou za sídlo lupičů zbořit a srovnat se zemí, příkopy zasypat, na místě hrádku vznikl později trh.
Tak na místě hradního komplexu zůstal pouze kostelík obklopen tržištěm a později postavenými městskými domky. Tradují se pověsti, že z kostela vedou tajné chodby do domků v okolí. Zánikem hradu a husitským zesvětštěním ztratil kostelík své původní poslání a přešel v majetek městské obce jako soukromá kaple. Znovu začal fungovat nejspíše až v únoru roku 1494, kdy v něm Lomnice zřídila kaplanské místo. Tomu nejspíše předcházela oprava, jejíž rozměr není znám. Není ani známo, jak časté zde byly bohoslužby.

### 16. - 18. století
V 16. století byly v Lomnici Václavem Březanem zaznamenány dva velké požáry:
- 24. 6. 1544 – „město Lomnice vyhořelo“
- 23. 2. 1560 – „v městečku Lomnici vyhořelo 50 domů, též kostel farní i fara“, ale naopak téhož roku na podzim se „v pivovaře počalo pivo vařiti“ a tak ač město hořelo mnohokrát, ke kostelíku Svatého těla plameny pravděpodobně nikdy nedošly.

Během třicetileté války utrpěla nejen Lomnice, ale i kostelík. V roce 1618 prošla krajem nejen Buquyova armáda, ale též hlavní stavovská armáda a docházelo tu k menším bitkám a drancování z různých stran. Pak byly uskutečněny rozsáhlejší opravy. V té době byl kostel přesvěcen na kostel sv. Václava. Protože nebylo dostatečné množství financí na opravy, tak si kostel zachoval gotický charakter.
V roce 1628 stálo v městečku jen osm nepoškozených domů, ještě v roce 1679 bylo v městě pustých šedesát domů, což bylo více než polovina. Až smlouva z 29.9.1665 městské rady s budějovickým stolařem a řezbářem Janem Martinem Schwarzmaierem na vyrobení předního oltáře do chrámu páně sv. Václava je jasným dokladem o způsobilosti kostelíka k bohoslužebným činnostem.
Přímý doklad o údržbě je z roku 1670 – městská rada psala hajnému k vydání latí na opravu či spíše znovupostavení "velmi sešlé a nebezpečné zvonice při chrámu Páně sv. Václava", v roce 1681 zas přijel třeboňský pokrývač opravit střechu kostelíka. V této době však byly statut i funkce tohoto kostela sporné – farář Jindřich V. Tyvallda roku 1677 uvedl, že kromě tří filiálek nebyly ve vsi vystavěny žádné svatyně a ani pusté kostely pro sloužení bohoslužeb. Jeho následovník Josef V. Gally napsal v roce 1700, že kromě filiálek není v jeho farnosti žádná veřejná kaple, jen jedna zachovaná soukromá, ve které se ale necelebruje a prý je v péči obce, protože stojí na obecním pozemku. Avšak v roce 1695 vrchní třeboňský hejtman Theobald Siebeert von Lilienthal uvedl, že v Lomnici je jedna kaple literátů zasvěcená sv. Václavovi,která je ale bez stálých příjmů, a bohoslužby se tam udržují jen z darů a z prodeje malých svíčiček. Z toho plyne, že bohoslužebná funkce kostelíku – kaple byla značně omezená.
V roce 1787 bylo navrženo zrušení kostela v rámci josefinských reforem.

### 19. a 20. století
O opravě kostela se začalo jednat až v roce 1829. Bylo uvažováno i o jeho zdemolování či o změně funkce na nemocnici, případně zcela zdegradovat prvotní účel objektu přestavbou na zbrojnici nebo sýpku. Tyto varianty ale nenastaly a v roce 1834 byly provedeny nejnutnější opravy. Kostel měl nadále sloužit bohoslužbám, což ale vyžadovalo lepší a nákladnější údržbu. K větším opravám došlo až roku 1862, kdy bylo provedeno nutné dozdění či přezdění, byla udělána nová omítka, nový krov nad presbytářem, nové okenní rámy a dveře, nová dlažba.
Začátkem devadesátých let 20. století byla provedena nutná oprava střechy, snesena přístavba při jižním průčelí a snížena sakristie o oratoř.

## Rozbor průčelí

### Severní průčelí
Severní průčelí je prolomeno dvěma půlkruhově ukončenými okny,která mají v oblouku paprsčité dělení a ve spodní části jsou ukončena šikmým parapetem pokrytým cihlami.

### Jižní průčelí
Jižní průčelí je prolomeno tesaným sedlovým portálem s ostěním profilovaným oblounem s výžlabky. Portál je vložen do vysoké polokruhové liché arkády, jež je zdůrazněna po obvodu rytou linkou a na hraně okosená, ukončená trojúhelníkovým hrotem obráceným dolů.
V portálu jsou zasazeny dvoukřídlé dveře ze 3. čtvrtiny 19. století – nejspíš z oprav v roce 1862. Portál je kryt novodobým sedlovým přístřeškem ze dřeva a eternitu, též je oplechován a po stranách je nesen dřevěnými pásky.
V jižním průčelí lodi je půlkruhové okno, které má šikmý dolní parapet, jenž je kryt cihlami. V parapetu okna je na pravé straně zdvojená rytá linka obrysu nejspíše již zaniklého rámování neznámé podoby.
K presbytáři je z jižní strany přičleněn přízemní přístavek sakristie, jenž je krytý pultovou střechou s eternitovou krytinou.

### Sakristie
Sakristie je po obvodu hladce omítnuta, stejně jako zbytek stavby. Má lehce přeložený sokl a na středu je jižní průčelí sakristie prolomeno obdélným okénkem s provlékanou mříží. Do sakristie se vstupuje jednokřídlými dveřmi s výplněmi a s prolamováním po obvodu, které též pocházejí z obnovy v roce 1862. Ve východním štítu sakristie se nachází drobné obdélníkové okénko s provlékanou mříží. Líc čela těsně nad oknem o kousek ustupuje. Nízký sokl se v části vpravo od okna ostře zvyšuje, neboť původně tu byl opěrák, který splynul s čelem sakristie.

### Presbytář
Presbytář je v polygonálním závěru i v přední části osvětlován dvěma půlkruhově ukončenými okny, která jsou také v oblouku drobně děleny paprsčitě, a jejich současný tvar pochází až z roku 1862. Částečně jsou v nich barevná skla. Také mají šikmý spodní parapet tvořený cihlami.

#### Závěr
Opěráky závěru presbytáře jsou v soklové části výrazně rozšířeny a shora šikmo ukončené.Sokl obvodového zdiva je předložen jen mělce s pravoúhlým odstupněním. Zde jsou opěráky shora pultově ukončeny, též jsou obloženy kamennými deskami se zatřenými spárami s přesahem probraným výžlabkem. Pod levým oknem jsou ale patrné hrubší pekované omítky v přírodní barvě. V závěru je prolomena slepá půlkruhová okenní nika, jež je situována lehce doleva mimo osu. Oba přiléhající nárožní opěráky jsou shodné s ostatními a střecha je s prostým přesahem bez římsy, což je velmi podobné i u lodí.

#### Zaniklá předsíň
V minulosti ale mělo jižní průčelí odlišnou podobu – dle katastru z roku 1828 byl portál v předsíni a teprve později, možná při opravě roku 1862, byla sakristie a předsíň portálu propojeny, což dokládají půdorysy kostela. Z tohoto místa bylo též vedeno schodiště na kruchtu. Nejspíš při poslední úpravě v 90. letech 20. století byly nejspíše předsíň i průchod do sakristie kvůli špatnému stavu zbořeny a došlo k vybudování současného přístřešku nad jižním portálem. Zrušením přístavby bohužel zanikl přístup na kruchtu, po němž je uvnitř patrné režné zdivo.

### Západní průčelí
Je hladce omítnuto, vrcholí trojúhelníkovým lehce ustupujícím štítem. K průčelí přiléhají 3 lichoběžné omítané opěráky – dva diagonální při nároží a jeden osový, všechny tři jsou shora ukončeny prostým zaoblením bez stříšek. Vlevo od středového opěráku je průčelí prolomeno lomeným portálem s dvoukřídlými výplňovými dveřmi, které patrně pochází také z úprav z roku 1862. Nad portálem se nachází půlkruhově ukončené okno, jeho široký parapet je též tvořen cihlami.

## Rozbor dispozice kostela
Jedná se o jednolodní čtvercový plochostropý prostor s navazujícím presbytářem s jedním křížovým polem a pětibokém závěru. K tomu je na jihu přičleněna sakristie.

## Popis interiéru

### Presbytář
Je zaklenut gotickou klenbou z doby výstavby. Má jedno pole křížové klenby a v pětibokém závěru je klenba paprsčitá. Její čela jsou lomená a u křížového pole jsou parabolická. Žebra půlválcového profilu mají drobné výžlabky. Původní profily půlválcových přípor, na něž dosedají žebra, jsou doložena v závěru. Původní profil hlavice se dvěma půloblounky je též patrný na pravé straně v čele závěru, tam je překryt v mladší etapě /asi v 17. století/ reliéfní listovou hlavicí, která je krytá abakem. Všechny hlavice jsou stejné. Přípory jsou přetaženy štukem a jsou na nich též koutové lišty. Přípory jsou ukončeny polygonálním trojbokým soklem s patkou s profilem půloblouku s výžlabkem ve štuku. Původně přípory sbíhaly až k dlažbě, toto řešení je patrné v čele a v závěru na levé straně za oltářem, kde je porušen polygonální sokl. Střední přípory jižní a severní stěny jsou kryty dřevěnými barokními sokly s výžlabkem na hraně a s čabrakovou hlavicí, na spodní straně mají palmetu.Je pravděpodobné, že právě tyto sokly byly pořízeny i s kazatelnou a též s výbavou oltáře.
V klenbě jsou vloženy plastické svorníky s reliéfy pětilisté růže. Současná klenba byla upravena v roce 1862.
V v jižní stěně presbytáře se nachází portál směřující do sakristie. Ten je tesaný, žulový, v nadpraží okosený.V portálu jsou vsazeny jednokřídlé dveře – nejspíše barokní, dokonce mají zachován původní barokní zámek. V ose vstupu se nachází zaklenutá arkáda oratoře.

### Sakristie
Sakristie je dnes plochostropá a proto jsou východní a jižní stěna prolomeny vertikálně obdélnými drobnými okny s provlékanou mříží, přičemž prostor těsně pod stropem působí dojmem dodatečného řešení. Je možné, že současný strop je novodobý. V jeho severozápadním rohu je čtvercový otvor pro vstup na oratoř po žebříku. Dlažba v kostele je topinková. V popisu kostela z roku 1862 se píše, že klenba nad sakristií a malá oratoř byly přístupny vnějším schodištěm – podle historiků se ale nezdá, že by byla klenba stržena až v 90. letech 20. stol. – stopy po odstranění neexistují. Nejspíš byla klenba i zdivo sakristie strženy již v roce 1862 a její obvod proveden nově. Snížení oratoře však pochází až z počátku 90. let, což je vidět i na fotografiích z roku 1953.

### Loď
Loď i presbytář jsou osvětleny okny, která jsou polokruhově tvarované,a pochází z barokní úpravy, kdy nahradila původní gotická lomená okna. Při západní zdi lodi byly patrně až při vložení barokní nejspíše podklenuté kruchty vybudovány nárožní a osový opěrák. Původně zde nejspíše existoval osový portál /gotický/ – tesaný, vložením klenby kruchty a opěráku byl ale bohužel zrušený.
Kruchta byla pravděpodobna přístupna vnějším schodištěm.
Loď má dřevěný trámový strop s čtvrtkruhovým výžlabkem, který obíhá po obvodu. Empora je vložena do západního čela lodi. Má plný parapet prokládaný obdélníky. A je až barokní, v současnosti má klasicistní podobu, kterou zřejmě získala při rekonstrukci roku 1862.

### Krov a střecha
Nad lodí je střecha sedlová a ta má lehce protáhlý vrchol, na západní straně se sanktusníkem. Nad presbytářem je též střecha sedlová, ale je nižší, nad polygonálním závěrem je střecha přirozeně zvalbená.
Nad lodí je dnes krov barokní, s hambalky. Nad presbytářem je vaznicový krov z roku 1862.